# 472 v.Chr.

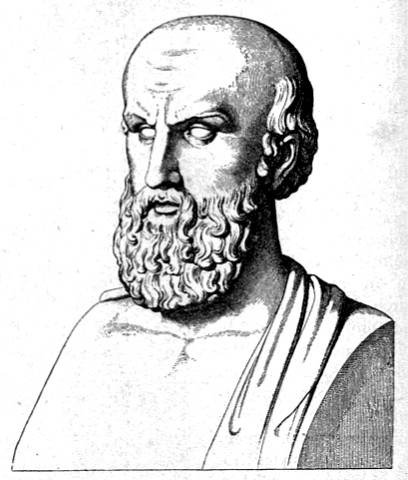
Aeschylus

Het jaar 472 v.Chr. is een jaartal in de 5e eeuw v.Chr. volgens de christelijke jaartelling.

## Gebeurtenissen

### Griekenland
- De duur van de Olympische Spelen wordt uitgebreid tot vijf dagen.

## Overleden
- Theron, tiran van Akragas.

## Verschenen
- Het toneelstuk De Perzen van Aeschylus.[1]